# Elaphoglossum lancifolium
Elaphoglossum lancifolium är en träjonväxtart som först beskrevs av Nicaise Augustin Desvaux, och fick sitt nu gällande namn av Conrad Vernon Morton. Elaphoglossum lancifolium ingår i släktet Elaphoglossum och familjen Dryopteridaceae. Inga underarter finns listade.